# 石井禮次郎
石井 禮次郎（いしい れいじろう、1936年 - 2014年）は、医師、熊本県出身。聖母幼稚園理事長。マックスファクターの化粧品ブランド「SK-II」の開発にも携わった。

## 略歴
1961年（昭和36年）、日本大学医学部卒業。1973年（昭和48年）、東京・南青山に日本初の美容皮膚科「石井クリニック」を開設。
大手化粧品会社の顧問医を歴任。その経験を生かしてMD化粧品を開発。様々な発酵液を治療に活用。SKⅡの開発に携わる。石井クリニックで40年来処方してきた酵母発酵湿布薬「フィンギーマスク」を「THE FINGGY」として化粧品化。
歌手坂本スミ子と結婚、歌手石井聖子の父親。母親は、熊本市の聖母保育園幼稚園・幼愛園で園長を務めた。 